# Dorian Yates
Dorian Yates, né le 19 avril 1962 à Solihull, est un culturiste anglais, parmi les plus titrés de la discipline au niveau mondial, ayant notamment été six fois Mr. Olympia de 1992 à 1997.

## Biographie
Dorian Yates a grandi dans une ferme du Warwickshire, avant de déménager à Sutton Coldfield après le décès de son père alors qu'il est âgé de 13 ans. À 18 ans, il est arrêté à Birmingham et est condamné à 6 mois de détention dans un établissement pénitentiaire pour mineurs. C'est lors de cet emprisonnement qu'il se découvre un intérêt ainsi que des facilités pour le culturisme.
En compétition, Dorian Yates était réputé pour sa masse et sa densité musculaires, et plus particulièrement sa musculature dorsale à l'amplitude et au relief alors inégalés, ainsi que ses mollets exceptionnellement développés. Son entraînement était basé sur le système « H.I.T. » (pour high intensity training), ou « Heavy Duty », hérité de Mike Mentzer, caractérisé par une durée et une fréquence d'entraînement relativement basses (typiquement quatre séances de moins d'une heure par semaine), et une intensité maximale (lourdes charges, emploi systématique de techniques d'intensification permettant de poursuivre les séries au-delà de l'échec musculaire). Il était néanmoins critiqué pour son manque d'harmonie, et pour être un des premiers compétiteurs professionnels à avoir exhibé un gonflement abdominal proéminent, vraisemblablement un effet secondaire de la prise d'hormone de croissance associée à l'insuline et/ou à l'IGF-1. Ayant accumulé plusieurs blessures, il a arrêté de concourir en 1997 après avoir gagné son 6e titre de Mr. Olympia (malgré une sévère déchirure au tendon des triceps du bras gauche survenue trois semaines avant la compétition), face à Nasser el Sonbaty au sommet de sa forme, Shawn Ray finissant 3e. Ronnie Coleman lui a succédé en 1998.
Il était surnommé « The Shadow » du fait de son extrême discrétion en dehors des compétitions ; il s'entraînait dans une petite salle de Birmingham, en sous-sol (il en était propriétaire depuis 1987, et l'a par la suite développée en franchise en Angleterre, en Californie et à Las Vegas, tandis que la salle d'origine a fermé), accordait très peu d'entrevues, et participait à peu de compétitions en dehors de Mr. Olympia (étant qualifié d'office en tant que tenant du titre). En 1996, il a fait paraître sa seule vidéo d'entraînement, intitulée Blood and Guts (« du sang et des tripes ») ; cette vidéo, qui illustre les principes de l'entraînement « H.I.T. », caractérisée par sa production minimaliste, son image en noir et blanc (inspirée du film Raging Bull), son absence de commentaires explicatifs, est devenue mythique et reste une source de motivation pour bon nombre de culturiste dans le monde. L'intensité de son entraînement a contribué à ses multiples blessures au cours de sa carrière ; rétrospectivement, il a indiqué que son erreur était surtout d'avoir continué de s'entraîner à ce niveau d'intensité extrême à l'approche des compétitions, en suivant simultanément un régime de sèche qui affaiblit globalement l'organisme et prédispose aux lésions d'effort. À propos de l'usage d'anabolisants, il a déclaré – faisant référence au documentaire Supersize me – que manger chez McDonald's trois fois par jour avait probablement des conséquences plus néfastes sur la santé que sa prise de stéroïdes pendant 12 ans.
Malgré sa retraite du culturisme professionnel en 1997 il reste très actif dans sa discipline, notamment grâce à sa réputation, ses techniques d'entraînements et sa gamme de suppléments « Dorian Yates Nutrition ».
Durant les années 2010, il est apparu dans plusieurs émissions d'entretiens diffusées sur Internet, très suivies, comme London Real ou Joe Rogan Experience, entretiens au cours desquels, à rebours de son ancienne réputation d'homme taciturne et peu loquace, il s'exprime longuement et de façon détendue sur les sujets les plus divers, non seulement sa carrière passée d'athlète professionnel et l'évolution du culturisme, mais aussi sa pratique actuelle du yoga, ses réflexions en matière de spiritualité, ses expériences avec les drogues psychédéliques (DMT, ayahuasca), sa promotion du cannabis en usage récréatif et thérapeutique, ou encore son intérêt pour diverses thèses conspirationnistes.

## Mensurations
- Taille : 1,79 m
- Poids hors compétition : 130-140 kg
- Poids en compétition : 115-120 kg[10]
- Tour de poitrine : 142 cm
- Tour de bras : 51 cm
- Tour de taille : 88 cm
- Tour de cuisses : 79 cm
- Tour de mollets : 52 cm

## Palmarès
- 1985 World Games : 7e en catégorie poids lourds
- 1986 British Championships, 1er en catégorie poids lourds
- 1988 British Championships, 1er en catégorie poids lourds et en toutes catégories
- 1990 IFBB Night of Champions : 2e
- 1991 IFBB Night of Champions : 1er
- 1991 Mr. Olympia : 2e
- 1991 IFBB Grand Prix d'Angleterre : 1er
- 1992 IFBB Mr. Olympia : 1er
- 1992 IFBB Grand Prix d'Angleterre : 1er
- 1993 IFBB Mr. Olympia : 1er
- 1994 IFBB Mr. Olympia : 1er
- 1994 IFBB Grand Prix d'Espagne : 1er
- 1994 IFBB Grand Prix d'Allemagne : 1er
- 1994 IFBB Grand Prix d'Angleterre : 1er
- 1995 IFBB Mr. Olympia : 1er
- 1996 IFBB Mr. Olympia : 1er
- 1996 IFBB Grand Prix d'Espagne : 1er
- 1996 IFBB Grand Prix d'Allemagne : 1er
- 1996 IFBB Grand Prix d'Angleterre : 1er
- 1997 IFBB Mr. Olympia : 1er